# Phineas Bruce
Phineas Bruce (* 7. Juni 1762 in Mendon, Worcester County, Province of Massachusetts Bay; † 4. Oktober 1809 in Uxbridge, Massachusetts) war ein US-amerikanischer Politiker. Zwischen 1803 und 1805 vertrat er den Bundesstaat Massachusetts im US-Repräsentantenhaus.

## Leben
Phineas Bruce studierte bis 1786 am Yale College. Nach einem anschließenden Jurastudium und seiner 1790 erfolgten Zulassung als Rechtsanwalt begann er in Machias im damaligen Maine-Distrikt des Staates Massachusetts in diesem Beruf zu arbeiten. Gleichzeitig schlug er eine politische Laufbahn ein. Er wurde Mitglied der Ende der 1790er Jahre von Alexander Hamilton gegründeten Föderalistischen Partei. Zwischen 1791 und 1798 sowie nochmals im Jahr 1800 war er Abgeordneter im Repräsentantenhaus von Massachusetts.
Bei den Kongresswahlen des Jahres 1802 wurde Bruce im damals neu eingerichteten 17. Wahlbezirk von Massachusetts in das US-Repräsentantenhaus in Washington, D.C. gewählt. Allerdings war er aus gesundheitlichen Gründen nicht in der Lage, sein Mandat zwischen dem 4. März 1803 und dem 3. März 1805 tatsächlich auszuüben. Er starb am 4. Oktober 1809 in Uxbridge.